# Sydney FC
Sydney Football Club, også kendt som Sydney FC, er en professionel fodboldklub fra Sydney, New South Wales. Klubben spiller i den bedste Australske fodbold liga, A-League, under licens fradet Australske Fodbold Forbund (FFA). Sydney FC har været vindere af A-League Championships tre gange, har vundet A-League Premierships, en FFA Cup og en enkelt Oceanian Champions League (Inden at Australien rykkede til den Asiatiske Fodbold Forbund). Klubben betragtes som en af de mest succesfulde hold i Australien. 
Før 2018-19 sæsonen, var klubbens stadion Allianz Stadium, som kunne holde op til 45,500 mennesker. Eftersom at stadionet skal nedrives og ombygges, vil klubben spille på Sydney Cricket Ground, Leichhardt Oval og Jubilee Oval i løbet af de næste to sæsoner. Selvom at klubbens udvandring, er The SCG Trust gået med til at forny Sydney FC's låneaftale af Moore Park til 10 år. 
Fordi Sydney FC var den første store professionelle fodboldklub i Sydney, i de første syv år, kommer klubbens fans fra overalt i Sydney. 
Siden Sydney FC blev grundlagt, har klubben haft et ry for at købe store spillere. Grundet dette har Sydney fået kælenavnet "Bling FC" af andre fans og eksperter. Bemærkelsesværdige spillere, som har spillet for klubben, er blandt andet Dwight Yorke, Juninho Paulista, John Aloisi, Brett Emerton, Lucas Neil, Marc Janco, Filip Hološko, Miloš Ninković og Alessandro Del Piero.